# Paul Hodkinson (Boxer)
Paul Hodkinson (* 14. September 1965 in Liverpool, England) ist ein ehemaliger englischer Profiboxer und WBC-Weltmeister im Federgewicht.

## Boxkarriere
Hodkinson wurde bei den Amateuren 1986 Englischer Meister im Federgewicht und gewann sein Profidebüt am 19. Juli desselben Jahres. Sein Manager war Barney Eastwood.
Er wurde im Mai 1988 durch einen Sieg gegen Peter Harris Britischer Meister im Federgewicht und konnte den Titel gegen Kevin Taylor verteidigen, zudem siegte er im Januar 1989 gegen Johnny Carter, der 1982 WM-Herausforderer von WBA-Titelträger Jeff Chandler war. Sein einziges Unentschieden boxte er im Juli 1987 gegen Tomás Argüelles, gewann jedoch den direkten Rückkampf durch KO.
Am 12. April 1989 besiegte er in Belfast den Franzosen Raymond Armand beim Kampf um die EBU-Europameisterschaft im Federgewicht durch TKO in der zweiten Runde und verteidigte den Titel im September 1989 durch TKO in der neunten Runde gegen Peter Harris. Da es im Kampf gegen Harris auch um den Britischen Meistertitel ging, und Hodkinson damit bereits drei solcher Titelkämpfe gewonnen hatte, wurde er mit dem Lonsdale Belt ausgezeichnet. Eine weitere EBU-Titelverteidigung gewann er im Dezember 1989 durch TKO in der achten Runde gegen den Franzosen Farid Benredjeb.
Im März 1990 schlug er Eduardo Montoya, 1989 WBA-Herausforderer von Antonio Esparragoza, durch TKO in der dritten Runde und wurde im Anschluss selbst zum WM-Herausforderer. Er boxte dabei am 2. Juni 1990 in Manchester gegen den Mexikaner Marcos Villasana um den WBC-Titel im Federgewicht, verlor jedoch durch TKO in der achten Runde.
Im Oktober 1990 besiegte er in einer weiteren EBU-Titelverteidigung den Franzosen Guy Bellehigue und bestritt am 13. November 1991 in Belfast einen Rückkampf gegen Marcos Villasana, wobei er sich diesmal einstimmig nach Punkten durchsetzen konnte und den WBC-Titel gewann. Im April 1992 verteidigte er den Titel in Belfast durch TKO in der dritten Runde gegen den ehemaligen WBA-Weltmeister Steve Cruz, sowie im September 1992 im französischen Blagnac durch TKO in der zehnten Runde gegen den ehemaligen IBF-Weltmeister Fabrice Bénichou. Eine weitere Titelverteidigung gewann er im Februar 1993 in London durch TKO in der vierten Runde gegen den US-Amerikaner Ricardo Cepeda, der bereits 1991 WM-Herausforderer von Marcos Villasana war.
Am 28. April 1993 verlor er den Gürtel in Dublin durch eine TKO-Niederlage in der siebenten Runde an den Mexikaner Gregorio Vargas. In seinem nächsten Kampf am 12. März 1994 in Cardiff boxte er noch um den WBO-Weltmeistertitel im Federgewicht, verlor jedoch durch KO in der zwölften Runde gegen seinen Landsmann Steve Robinson. Im Anschluss beendete Hodkinson seine Karriere.